# Pyrisitia nise
Pyrisitia nise is een vlindersoort uit de familie van de Pieridae (witjes), onderfamilie Coliadinae.
Pyrisitia nise werd in 1775 beschreven door Cramer.